# Team Barloworld
Il Team Barloworld (codice UCI: BAR) è stata una squadra maschile di ciclismo su strada britannica, attiva dal 2003 al 2009. Dal 2005 al 2009 ebbe licenza da UCI Professional Continental Team, che le consentiva di partecipare alle gare dei Circuiti continentali UCI e, grazie a wild-card, anche ad alcuni eventi dell'UCI ProTour.
Sponsorizzata dal conglomerato sudafricano Barloworld, il team fu guidato dal 2006 al 2009 dall'ex ciclista Claudio Corti. Nel 2007 fu invitato al Tour de France, vincendo due tappe e, con Mauricio Soler, la classifica scalatori. Prese poi parte anche all'edizione 2008 della Grande Boucle e al Giro d'Italia del 2008 e 2009.

## Storia
La squadra venne fondata nel 2003, iscrivendosi come gruppo sportivo di terza divisione; l'anno dopo salì in seconda divisione e nel 2005 ottenne la licenza Professional Continental, la seconda categoria della nuova organizzazione UCI. Nel 2007 ottenne una delle tre wild-card per partecipare al Tour de France, decisione controversa visto che altre squadre (come la Tinkoff) avevano ottenuto migliori risultati. Alla Grande Boucle arrivarono comunque le vittorie di Mauricio Soler, alla nona tappa sulle Alpi, e di Robert Hunter, nell'undicesima frazione, oltre a quella nella classifica scalatori finale con lo stesso Soler. Questi buoni risultati vennero però segnati dalla morte, il 1º agosto 2007, del ciclista Ryan Cox.
Nel luglio 2008, in seguito alla positività all'EPO di Moisés Dueñas alla quarta tappa del Tour de France, lo sponsor Barloword decise di terminare la sponsorizzazione alla fine della prova, salvo poi continuare anche nel 2009. Alla fine della stagione 2009 la squadra venne ufficialmente sciolta. Quattro ciclisti, tra cui Chris Froome, confluirono nel neonato Team Sky.

## Cronistoria

### Annuario
| Anno | Codice | Nome                               | Cat.  | Biciclette | Dirigenza |
| ---- | ------ | ---------------------------------- | ----- | ---------- | --- |
| 2003 | TBA    | Team Barloworld                    | GSIII | Look       | Manager: - Dir. sportivi: Michel Gros, Graeme MacCullum, John Robertson, Paul Farrance                                                                   |
| 2004 | TBL    | Team Barloworld-Androni Giocattoli | GSII  | Carrera    | Manager: John Robertson Dir. sportivi: Alberto Elli, Leonardo Levati, Graeme MacCullum, Paul Farrance, Pietro Turchetti                                  |
| 2005 | TBL    | Team Barloworld-Valsir             | PCT   | Carrera    | Manager: John Robertson, Emanuele Bombini, Paolo Zanni Dir. sportivi: Christian Andersen, Daniel Clavero, Alberto Elli, Valerio Tebaldi, Leonardo Levati |
| 2006 | BAR    | Team Barloworld                    | PCT   | Cannondale | Manager: Claudio Corti Dir. sportivi: Christian Andersen, Valerio Tebaldi, Alberto Volpi                                                                 |
| 2007 | BAR    | Team Barloworld                    | PCT   | Cannondale | Manager: Claudio Corti Dir. sportivi: Valerio Tebaldi, Alberto Volpi                                                                                     |
| 2008 | BAR    | Team Barloworld                    | PCT   | Bianchi    | Manager: Claudio Corti Dir. sportivi: Flavio Miozzo, Alberto Bellotti, Valerio Tebaldi, Alberto Volpi                                                    |
| 2009 | BAR    | Team Barloworld                    | PCT   | Bianchi    | Manager: Claudio Corti Dir. sportivi: Valerio Tebaldi, Alberto Volpi                                                                                     |

### Classifiche UCI
| Anno | Class.    | Pos. | Migliore cl. individuale |
| ---- | --------- | ---- | ------------------------ |
| 2003 | GSIII     | 5º   | David George (232º)      |
| 2004 | GSII      | 9º   | Ryan Cox (229º)          |
| 2005 | Europe T. | 12º  | Vladimir Efimkin (8º)    |
| 2006 | Europe T. | 8º   | Félix Cárdenas (30º)     |
| 2007 | Europe T. | 2º   | Robert Hunter (10º)      |
| 2008 | Europe T. | 2º   | Enrico Gasparotto (1º)   |
| 2009 | Europe T. | 23º  | Daryl Impey (100º)       |

## Palmarès
Aggiornato al 16 dicembre 2009

### Grandi Giri
- Giro d'Italia

Partecipazioni: 2 (2008, 2009)
Vittorie di tappa: 0
Vittorie finali: 0
Altre classifiche: 0
- Tour de France

Partecipazioni: 2 (2007, 2008)
Vittorie di tappa: 2
2007: 2 (Mauricio Soler, Robert Hunter)
Vittorie finali: 0
Altre classifiche: 1
2007: Scalatori (Mauricio Soler)
- Vuelta a España

Partecipazioni: 0

### Campionati nazionali
- Campionati austriaci: 1

In linea: 2008 (Christian Pfannberger)
- Campionati sudafricani: 5

In linea: 2003 (David George); 2004, 2005 (Ryan Cox)
Cronometro: 2004 (David George); 2005 (Tiaan Kannemeyer)